# Pholcus ponticus
Pholcus ponticus là một loài nhện trong họ Pholcidae. Loài này komt voor van Bulgarije đến Kazakhstan.